# Черцешть (комуна)
Черцешть, Черцешті (рум. Cerțești) — комуна у повіті Галац в Румунії. До складу комуни входять такі села (дані про населення за 2002 рік):
- Кирломенешть (821 особа)
- Котороая (847 осіб)
- Черцешть (879 осіб)

Комуна розташована на відстані 212 км на північний схід від Бухареста, 72 км на північний захід від Галаца, 126 км на південь від Ясс.

## Населення
За даними перепису населення 2002 року у комуні проживали 2547 осіб. За віросповіданням усі жителі комуни — православні.
Національний склад населення комуни:
| Національність   | Кількість осіб | Відсоток |
| ---------------- | -------------- | -------- |
| румуни           | 2546           | > 99,9%  |
| росіяни-липовани | 1              | < 0,1%   |

Рідною мовою назвали:
| Мова      | Кількість осіб | Відсоток |
| --------- | -------------- | -------- |
| румунська | 2546           | > 99,9%  |
| російська | 1              | < 0,1%   |